# Dresden-Industriegelände
Dresden-Industriegelände – przystanek kolejowy w Dreźnie, w kraju związkowym Saksonia, w Niemczech. Znajduje się tu 1 peron.